# The Whooliganz
The Whooliganz est un groupe de hip-hop américain, originaire de Beverly Hills, en Californie. Le groupe se composait initialement de l'acteur Mad Skillz et du producteur Mudfoot.

## Biographie
Mad Skillz est l'acteur Scott Caan, fils de James, et Mudfoot est désormais connu sous le nom de The Alchemist (producteur). Si le premier s'est orienté, comme son père, vers une carrière cinématographique, le second est devenu l'un des DJs/producteurs les plus influents du monde du hip-hop. Scott « Mad Skillz » Caan et Alan « Mudfoot » Maman se rencontrent dans le quartier huppé de Beverly Hills, en Californie. Ils se lancent dans le rap à l'âge de 14 ans. Ils se font rapidement un nom et commencent à être célèbres à Los Angeles. Evidence, un ami d'enfance d'Alan, les présente à Quincy Jones III avec qui ils commencent à enregistrer une démo.
Le groupe attire ensuite l'attention du rappeur B-Real, du groupe Cypress Hill, qui leur propose d'intégrer le « super collectif » Soul Assassins, composé, entre autres, de Cypress Hill, House of Pain, et Funkdoobiest. Les deux adolescents font alors des tournées avec le collectif à travers tout le pays et décrochent un contrat avec le célèbre label Tommy Boy Records. En 1993, The Whooliganz enregistrent alors Make Way for the W, leur premier album, qui contient le single Put Your Handz Up, produit par DJ Lethal. Cependant, le single et son clip ne sont que très peu diffusés. Malgré un second single davantage diffusé, Don't Mean Nothin', le label Tommy Boy décide de renvoyer le groupe et de ne pas distribuer l'album.
En 1995, un nouveau single sort au Royaume-Uni, Whooliganz, sur Positiva Records. Mais le groupe est déjà dissout : Scott suit les traces de son père et commence une carrière d'acteur alors qu'Alan continue à réaliser des instrumentaux sous le nom désormais célèbre d'Alchemist.

## Discographie

### Album studio
- 1993 : Make Way for the W (jamais édité par Tommy Boy Records)

### Singles
- 1993 : Put Your Handz Up produit par DJ Lethal / Don't Mean Nothin'
- 1995 : Whooliganz produit par Baka Boyz